# Kristine Elezaj
Kristine Elezaj är en albansk-amerikansk sångerska. Den 19 oktober 2010 släppte hon sitt debutalbum No Questions Remain. Hennes karriär började med debutsingeln "Let You Know" som släpptes i slutet av 2009 tillsammans med en musikvideo. Hon har sedan dess släppt flera singlar med tillhörande musikvideor.

## Diskografi

### Album
- 2010 – No Questions Remain

### EP
- 2013 – Loved By You

### Singlar
- 2008 – "Always"
- 2009 – "Let You Know"
- 2009 – "Living Dream"
- 2010 – "Souvenirs"
- 2010 – "Warpath"
- 2013 – "Monster"
- 2015 – "Freakshow"
- 2015 – "Echo"
- 2015 – "Could You Be the One"
- 2016 – "Euhporia"
- 2018 – "Over & Over"